# Senné (Košice)
Senné é um município da Eslováquia, situado no distrito de Michalovce, na região de Košice. Tem 18,77 km² de área e sua população em 2018 foi estimada em 718 habitantes.

## Demografia
| Ano:        | 1994 | 2004   | 2014   | 2024   |
| ----------- | ---- | ------ | ------ | ------ |
| Broj ljudi: | 716  | 736    | 725    | 731    |
| Razlika:    |      | +2,79% | -1,49% | +0,82% |

| Ano:               | 2023 | 2024   |
| ------------------ | ---- | ------ |
| Número de pessoas: | 723  | 731    |
| Diferença:         |      | +1,10% |